# Шала Пристань
Шала Пристань — посёлок в Пудожском районе Республики Карелия Российской Федерации. Входит в состав Шальского сельского поселения.

## География
Находится в устьевой части реки Водла, на правом, противоположном левобережному посёлку Шальский берегу, вблизи восточного побережья Онежского озера.

## История
В 2008 году посёлки Шала Пристань и Ново-Стеклянное вошли в состав посёлка Шальский. 

## Население
Население учитывается в составе посёлка Шальский.

## Инфраструктура
Пристань Шала.

## Транспорт
Водный транспорт.